# 成青
成青（1984年11月19日—），汉族，中國内地歌手，2012年参加云南卫视《完美声音》获得全国总冠军，同年12月代表云南卫视参加中央电视台《直通春晚》最后获得全国第九名，从而备受媒体关注。

## 主要经历
- 1984年，出生于陕西省西安市；
- 2002-2006年，在西安音乐学院声乐系本科班学习；
- 2010年，参加湖南卫视《快乐男声》晋级广州赛区20强，在全国60进30比赛中落败[1]；
- 2012年，2012年参加云南卫视《完美声音》获得全国总冠军[2]，同年12月代表云南卫视参加中央电视台《直通春晚》最后获得全国第九名[3]；
- 2013年，发行单曲《梦想中的我们》《冰激淋》《离凰》《西游记》《追寻》等；

## 音乐作品
- 单曲《梦想中的我们》《冰激淋》《离凰》《西游记》